# 구천서당
구천서당은 대한민국 대구광역시 북구 읍내동에 있다.

## 개요
달성배씨 문중에서 후손들에게 교육을 시켜 영재를 육성하고자 건립. 구천서원 안에 있으며 구천 서원은 달성배씨 판서공파 동고 배휘집이 낙향하여 건립하였다.